# I²C
I²C (Inter-Integrated Circuit; generelt refereret til som "two-wire interface") er en multi-master seriel single-ended computerbus dataprotokol opfundet af Philips, der anvendes til at tilslutte primært internt lavhastigheds periferiudstyr til bundkort, indlejrede systemer, mobiltelefoner eller anden elektronisk udstyr.
Siden midt 1990'erne har mange konkurrenter (f.eks., Siemens AG (senere Infineon Technologies AG, nu Intel mobile communications), NEC, Texas Instruments, STMicroelectronics (tidligere SGS-Thomson), Motorola (senere Freescale), Intersil, osv.) sendt I²C produkter ud på markedet, som er fuldt ud kompatible med NXP (tidligere Philips halvleder afdeling) I²C-system.
Siden 10. oktober 2006 har man ikke skullet betale licens for at implementere I²C protokollen. Man skal dog stadig betale licens for I²C slave adresser allokeret af NXP.

SMBus blev defineret af Intel i 1995 og indeholder en delmængde af I²C, som definerer protokollen mere strikst. En af formålene med SMBus er at promovere robusthed og interoperabilitet. Moderne I²C systemer har indarbejdet politikker og regler fra SMBus, og understøtter nogle gange både I²C og SMBus med minimal nødvendig rekonfiguration.

## Revisioner
Nyeste øverst:
- I 2012, Version 4.0[2] tilføjede 5-MHz Ultra Fast-mode (UFm) for nye USDA og USCL linjer som anvender push-pull logik uden pull-up modstande, og tilføjede assigned manufacturer ID table.

- I 2007, Version 3.0[3] tilføjede 1-MHz Fast-mode plus (Fm+), og en udstyrs ID mekanisme.

- I 2000, Version 2.1[4] introducerede en mindre opstramning version 2.0.

- I 1998, Version 2.0 tilføjede 3.4-MHz High-speed mode (Hs) med stømbesparende krav for elektrisk spænding og strøm.

- I 1992, Version 1.0 (den første standardiserede version) tilføjede 400-kHz Fast-mode (Fm) og en 10-bit addresseringstilstand for at øge kapaciteten til 1008 datanet-værter.

- I 1982 blev det oprindelige 100-kHz I²C system skabt som et simpelt internt bussystem for at styre forskellige Philips elektronik mikrochips.